# Parvoviridae
Parvoviridae és una família de virus que inclouen els més petits virus coneguts i també alguns dels més resistents al medi ambient. Van ser descoberts a la dècada de 1960 i afecten vertebrats i insectes. Els Parvoviridae tenen un genoma consistent en un ADN monocatenari i una càpside de forma icosaèdrica.

## Malalties en humans
Els parvovirus humans són menys greus que en animals. Els dos més notables són el parvovirus B19, que causa una varietat de malalties, com l'eritema infecciós, i el bocavirus humà, que és una causa d'una exantema (erythema infectiosum), i malaltia aguda de les vies respiratòries, especialment en nens petits. En medicina, els virus adenoassociat (AAV) s'han convertit en un vector important per lliurar gens al nucli cel·lular durant la teràpia gènica.
El Parvovirus RA-1 havia estat associat a l'artritis reumatoide, però actualment se sap que era un error motivat per la contaminació en laboratori.

## Malalties en animals
El parvovirus caní és el responsable de les parvovirosis, que és una de les malalties contagioses més freqüents als gossos i una de les causes més importants de mortalitat en cadells. Afecta sobretot el tracte digestiu provocant quadres d'enteritis, als glòbuls blancs en la sang i en alguns casos també al múscul cardíac provocant miocarditis no supurativa.
El parvovirus porcí (Porcine Parvovirus, PPV) és un virus DNA monocatenari, sense envoltura, amb una morfologia icosaèdrica i mida petita (20 nm) que afecta a la família dels suids. La seva infecció causa infertilitat, descens proliferatiu, momificació i mort fetal, normalment en absència de signes clínics en la mare. Pot ser associat també a un creixement deficient al període postnatal.

## Història
Els parvovirus animals es van descobrir per primera vegada a la dècada de 1960, inclòs el proto-virus minúscul en ratolins, que s'utilitza amb freqüència per estudiar la replicació del parvovirus. També es van descobrir molts AAV durant aquest període i la investigació sobre ells al llarg del temps ha revelat el seu benefici com a forma de medicina.
El primer parvovirus humà patogen descobert va ser el parvovirus B19 l'any 1974, que es va associar amb diverses malalties al llarg dels anys vuitanta. Els parvovirus es van classificar per primera vegada com el gènere Parvovirus el 1971, però van ser elevats a l'estatus familiar el 1975. Prenen el seu nom de la paraula llatina parvum, que significa "petit", fent referència a la petita mida dels virions del virus.

## Gèneres
Subfamília Parvovirinae
- Gènere Parvovirus; espècie tipus: Murine minute virus
- Gènere Erythrovirus; espècie tipus: B19 virus
- Gènere Dependovirus; espècie tipus: Adeno-associated virus 2
- Genus Amdovirus; espècie tipus: Aleutian mink disease virus
- Gènere Bocavirus; espècie tipus: Bovine parvovirus

Subfamília Densovirinae
- Gènere Densovirus; espècie tipus: Junonia coenia densovirus
- Gènere Iteravirus; espècie tipus: Bombyx mori densovirus
- Gènere Brevidensovirus; espècie tipus: Aedes aegypti densovirus
- Gènere Pefudensovirus; espècie tipus: Periplanta fuliginosa densovirus